# عصمت الله برهان
الحافظ المفتي الشيخ الدّاعية عصمت الله، الملقب بـ برهان صاحب مِن أشهر الدُّعاة لعقيدة التّوحيد وتحطيم البدع وتحيكم شرع الله تعالى في أفغانستان وباكستان، المؤسّس لإذاعة تعليم الإسلام في مديرية بولدك بولاية قندهار .

## سيرته
وُلد عام 1978 م الموافق 1400 هـ في مناطق القبائلية بين أفغانستان وباكستان . حصل على شهادة حفظ كتاب الله العزيز في عام 1992 م، وحصل على الشهادة العالمية في العلوم الإسلامية والعربية عام 2007 م شهر يوليو من الجامعة الإسلامية علامه عبد الغني تاون شمن من ضواحي إقليم بلوجستان باكستان.

## شهاداته
قد حصل أيضا عدّة شهادات علمية ودبلوماسية بجهوده السارة ؛ فمنها :
- شهادة بكالوريا من عاصمة أفغانية كابول .
- وحائز على شهادة اللّغة العربية والأدب من معهد دبلوماسية بوزارة الخارجية بـ كابول .
- وحائز على شهادة العلوم السياسية والدبلوماسية من وزارة نفسها .
- وحائز على شهادة اللغة الإنجليزية من مركز الشّهير چیلنجر سینټر challenger مركز الكتلة بكويتا بـ كويتا عاصمة بلوجستان .
- حائز على شهادة دار الإفتاء والقضاء الشرعية من جامعة رحيمية نيلا ګونبت بشارع سركي كويتا.[1]

## نشاطاته
للشيخ المفتي برهان نشاطات دعوية في الأسفار في البلدان المختلفة، منها : أفغانستان، وباكستان، والمملكة العربية السّعودية، والإمارات العربية المتّحدة .
وقد أسّس معظم المراكز الدِّينية والمدارس الإسلامية والمعاهد العربية بجهوده العالية في مختلف البلدان وضواحيها .
وهو المحلل السّياسي البارز لشؤون حركة الطالبان .
وله بعض النشاطات في أسفار الدّعوة والتّبليغ في العالَم كُلّه.